# Айоско (округ)
Айо́ско (англ. Iosco County) — округ в штате Мичиган, США. Официально образован в 1840 году. По состоянию на 2020 год численность населения составляла 25237 человек. Административный центр округа Товас-Сити.

## География
По данным Бюро переписи США, общая площадь округа равняется 4 895,105 км2, из которых 1 421,911 км2 суша и 3 473,193 км2 или 71,000 % это водоемы.

## Население
По данным переписи населения 2000 года в округе проживает 27 339 жителей в составе 11 727 домашних хозяйств и 7 857 семей. Плотность населения составляет 19,00 человек на км2. На территории округа насчитывается 20 432 жилых строений, при плотности застройки около 14,00-ти строений на км2. Расовый состав населения: белые — 96,92 %, афроамериканцы — 0,41 %, коренные американцы (индейцы) — 0,66 %, азиаты — 0,46 %, гавайцы — 0,05 %, представители других рас — 0,23 %, представители двух или более рас — 1,27 %. Испаноязычные составляли 0,98 % населения независимо от расы.
В составе 24,90 % из общего числа домашних хозяйств проживают дети в возрасте до 18 лет, 55,20 % домашних хозяйств представляют собой супружеские пары проживающие вместе, 8,40 % домашних хозяйств представляют собой одиноких женщин без супруга, 33,00 % домашних хозяйств не имеют отношения к семьям, 28,60 % домашних хозяйств состоят из одного человека, 14,00 % домашних хозяйств состоят из престарелых (65 лет и старше), проживающих в одиночестве. Средний размер домашнего хозяйства составляет 2,30 человека, и средний размер семьи 2,79 человека.
Возрастной состав округа: 22,40 % моложе 18 лет, 5,40 % от 18 до 24, 23,40 % от 25 до 44, 27,30 % от 45 до 64 и 27,30 % от 65 и старше. Средний возраст жителя округа 44 лет. На каждые 100 женщин приходится 96,30 мужчин. На каждые 100 женщин старше 18 лет приходится 93,60 мужчин.
Средний доход на домохозяйство в округе составлял 31 321 USD, на семью — 37 452 USD. Среднестатистический заработок мужчины был 30 338 USD против 21 149 USD для женщины. Доход на душу населения составлял 17 115 USD. Около 9,50 % семей и 12,70 % общего населения находились ниже черты бедности, в том числе — 18,50 % молодежи (тех, кому ещё не исполнилось 18 лет) и 7,60 % тех, кому было уже больше 65 лет.